# Андре Гейм
Сър Андре Константин Гейм (Andre Konstantin Geim, роден като Андрей Константинович Гейм) е нидерландски и британски физик от руско-съветски произход, известен като съоткривател на графена.
Носител е на Нобелова награда по физика от 2010 г., заедно с Константин Новосьолов.

## Биография
Роден е на 21 октомври 1958 г. в Сочи, СССР. Родителите му са волжки немци, инженери. След завършване на средното си образование работи в завод в Налчик. Поради немския си произход среща пречки  за постъпване в МИФИ, но след 2 неуспешни опита постъпва в престижния МФТИ. Започва аспирантура, защитава дисертация в Института по физика на твърдото тяло на Академията на науките на СССР в Черноголовка, Московска област през 1987 г.
След доктората работи като научен сътрудник в същия институт и в Института по проблемите на технологията на микроелектрониката на АН на СССР. Получава стипендия от Британското кралско научно дружество. Работи в университетите в Нотингам, Бат, Копенхаген. Става доцент в Университета „Радбауд“ в Неймеген в Нидерландия и по-късно получава нидерландско поданство. В университета в Неймеген е ръководител на докторската дисертация на Константин Новосьолов, който по-късно става негов основен сътрудник. През 2001 г. става професор в Манчестърския университет, където ръководи Манчестърския център по мезонауки и нанотехнологии.

## Награди
Андре Гейм заедно с Константин Новоселов получават Нобеловата награда по физика от 2010 г. за откриването на графена – нова алотропна форма на въглерода, и за изследване на неговите физични и електрофизични свойства. Графенът е двуизмерен материал – най-тънкият, който може да бъде направен (с 1 атомен слой), и е сред най-здравите материали.
Андре Гейм е единственият към този момент носител на Нобелова награда и Иг-нобелова награда, която му е присъдена за опитите му за магнитна левитация на жаби.